# MásOrange
A MásOrange egy távközlési vállalat, amelynek székhelye a spanyolországi Pozuelo de Alarcónban, Madrid közelében található. A céget 2024-ben alapították, amikor az Orange España és a MásMóvil közösen létrehoztak egy új vállalatot.
A MásOrange Spanyolország legnagyobb szolgáltatója az ügyfelek számát tekintve, több mint 37 millió vezetékes és mobil előfizetéssel rendelkezik. Ezzel a cég egy óriássá nőtte ki magát, amelynek becsült értéke 18,6 milliárd euró.